# Aillutticus rotundus
Aillutticus rotundus är en spindelart som beskrevs av Galiano 1987. Aillutticus rotundus ingår i släktet Aillutticus och familjen hoppspindlar. Inga underarter finns listade i Catalogue of Life.